# Comitatense

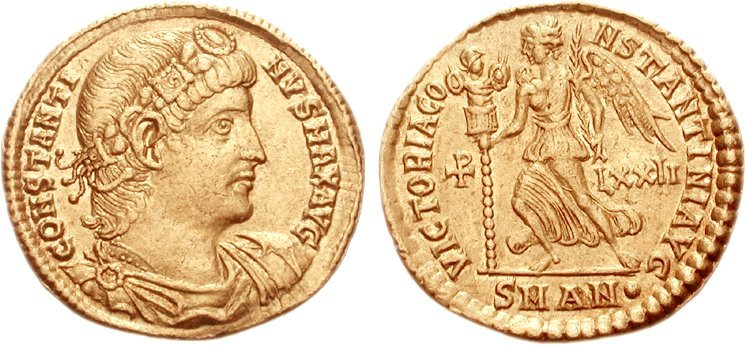
Soldo cunhado em Antioquia em 335-336 com efígie de Constantino r.

Comitatense eram unidades de infantaria pesada do Império Romano Tardio criadas durante as reformas do exército romano no começo do século IV, provavelmente sob Diocleciano (r. 284–305) ou Constantino (r. 306–337). O nome deriva de comitato (comitatus), a máquina administrativa que serviu o príncipe e o acompanhou em suas viagens.
Os comitatenses não estavam vinculadas a nenhum território específico e podiam juntar-se às tropas imperiais permanentemente estacionadas em províncias específicas (limítanes). Segundo o Código de Teodósio, eles são mencionados pela primeira vez em 325.